# Erythria iranica
Erythria iranica är en insektsart som beskrevs av Dlabola och Jankovic 1981. Erythria iranica ingår i släktet Erythria och familjen dvärgstritar. Inga underarter finns listade i Catalogue of Life.